# Lavalle (departamento de Mendoza)

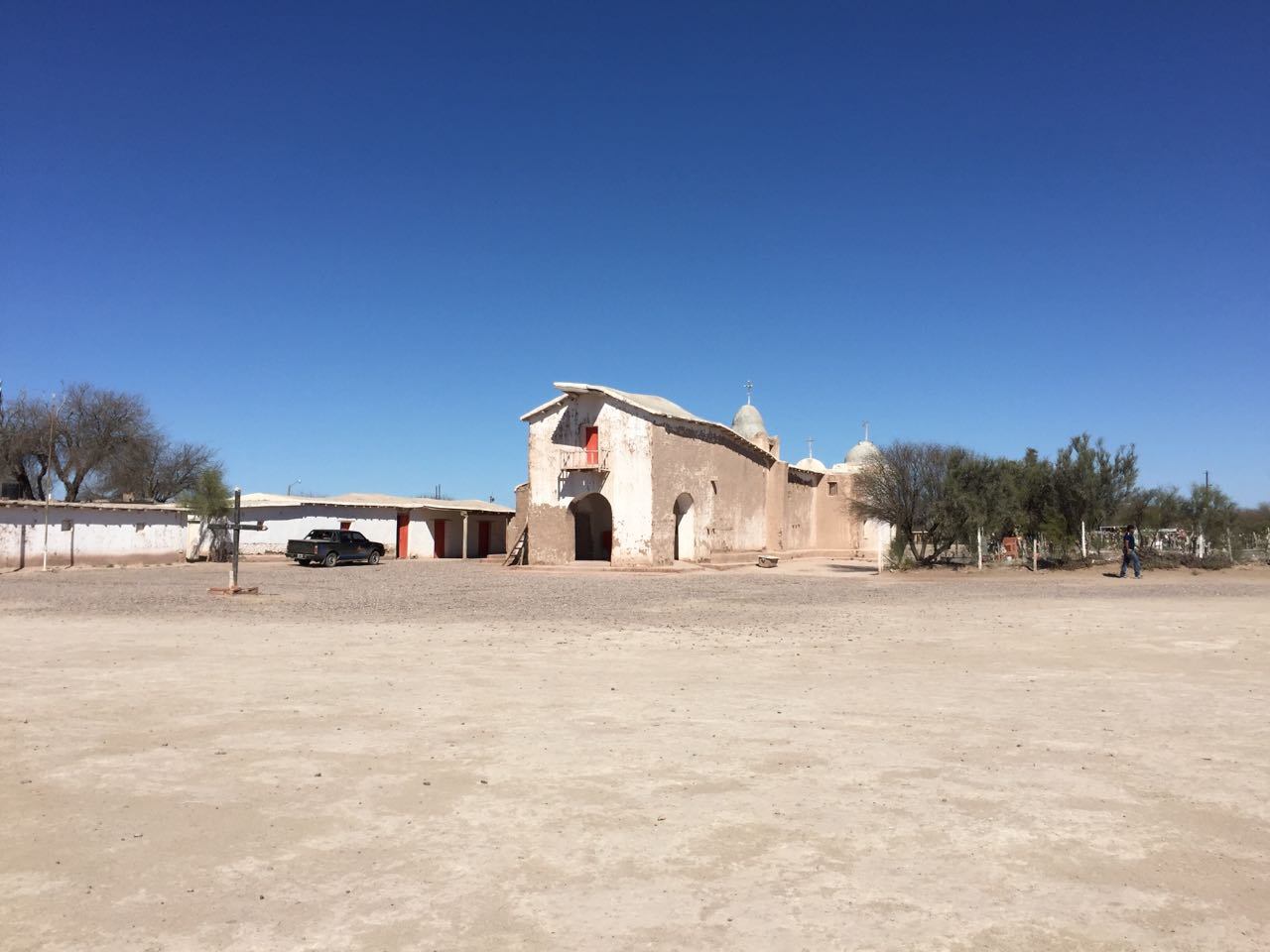
Igreja em Lavalle

Lavalle é um departamento da Argentina, localizado na província de Mendoza.